# Paperino e la visita distruttiva
Paperino e la visita distruttiva è una storia a fumetti scritta da Giorgio Pezzin e disegnata da Giorgio Cavazzano pubblicata in Italia su Topolino nel 1974. È la prima collaborazione fra i due autori che negli anni realizzeranno insieme una quarantina di storie. Insieme ad altre del periodo come Paperino e l'eroico smemorato, è una di quelle con cui Cavazzano comincia un personale percorso di crescita stilistica che, importando novità stilistiche ispirate al fumetto francese e statunitense, lo porterà a diventare uno dei principali disegnatori italiani attraverso l'ideazione di innovative inquadrature e di un personale uso del tratteggio che verranno presi a riferimento da altri disegnatori di fumetti Disney.

## Storia editoriale
La storia venne pubblicata in Italia nel 1974 dalla Mondadori su Topolino; venne successivamente ristampata in Italia e all'estero.

## Trama
Paperino e Paperoga sono incaricati di effettuare spionaggio industriale ai danni di Rockerduck ma vengono subito scoperti e si danno alla fuga rubando una auto sportiva ricca di gadget come quelle dei film di James Bond.